# Hadromophryne natalensis
Hadromophryne natalensis är en groddjursart som först beskrevs av John Hewitt 1913.  Hadromophryne natalensis ingår i släktet Hadromophryne och familjen Heleophrynidae. IUCN kategoriserar arten globalt som livskraftig. Inga underarter finns listade i Catalogue of Life.